# 1301
| [ Edytuj tabelę ]                          |                                                             |
| Król Polski                                | - 1300 Wacław II 1305                                       |
| Książę Małopolski                          | - 1291 Wacław II 1305                                       |
| Książę Wielkopolski                        | - 1300 Wacław II 1305                                       |
| Król Albanii                               | - 1285 Karol II 1301 - 1301 Filip I 1332                    |
| Współksiążęta Andory                       | - 1295 Guillem de Montcada 1308 - 1278 Roger Bernard I 1302 |
| Król Angkoru                               | - 1295 Indrawarman III 1307                                 |
| Król Anglii                                | - 1272 Edward I 1307                                        |
| Król Aragonii i Walencji, hrabia Barcelony | - 1291 Jakub II Sprawiedliwy 1327                           |
| Margrabia Brandenburgii                    | - 1267 Konrad 1304 - 1267 Otto IV 1308 - 1293 Henryk I 1318 |
| Książę Burgundii                           | - 1272 Robert II 1306                                       |
| Książę Dolnej Bawarii                      | - 1290 Stefan I 1309 - 1290 Otton III 1312                  |
| Książę Górnej Bawarii                      | - 1294 Rudolf I 1317 - 1294 Ludwik III 1340                 |
| Cesarz Bizancjum                           | - 1282 Andronik II Paleolog 1328                            |
| Car Bułgarii                               | - 1300 Teodor Swetosław 1322                                |
| Cesarz Chin                                | - 1294 Temür Öldżejtü 1307                                  |
| Król Cypru                                 | - 1285 Henryk II 1306                                       |
| Król Czech                                 | - 1278 Wacław II 1305                                       |
| Król Danii                                 | - 1286 Eryk Menved 1319                                     |
| Władca Egiptu                              | - 1299 An-Nasir Muhammad 1309                               |
| Cesarz Etiopii                             | - 1299 Uyddym Raad 1314                                     |
| Król Francji                               | - 1285 Filip IV Piękny 1314                                 |
| Hrabia Holandii                            | - 1299 Jan II 1304                                          |
| Cesarz Japonii                             | - 1298 Go-Fushimi 1301 - 1301 Go-Nijō 1308                  |
| Kalif                                      | - 1262 Al-Hakim bi-Amr Allah 1302                           |
| Król Kastylii i Leónu                      | - 1295 Ferdynand IV Pozwany 1312                            |
| Patriarcha Konstantynopola                 | - 1294 Jan XII 1303                                         |
| Władca Korei                               | - 1274 Ch’ungnyŏl 1308                                      |
| Wielki książę litewski                     | - 1295 Witenes 1316                                         |
| Cesarz Majapahitu                          | - 1293 Raden Wijaya 1309                                    |
| Sułtan Maroka                              | - 1286 Abu Jakub Jusuf 1307                                 |
| Książę Mediolanu                           | - 1287 Matteo I Wielki 1302                                 |
| Senior Monako                              | - 1291 Franciszek 1301                                      |
| Książę Moskwy                              | - 1283 Daniel Aleksandrowicz 1303                           |
| Król Nawarry                               | - 1284 Filip I 1305                                         |
| Król Norwegii                              | - 1299 Haakon V Długonogi 1319                              |
| Hrabia Palatynatu                          | - 1294 Rudolf I Wittelsbach 1317                            |
| Papież                                     | - 1294 Bonifacy VIII 1303                                   |
| Król Portugalii                            | - 1279 Dionizy I 1325                                       |
| Sułtan Rumu                                | - 1294 Masud II 1301 - 1301 Kajkubad III 1303               |
| Książę Rusi halickiej                      | - 1300 Jerzy I 1308                                         |
| Cesarz Rzymski (niemiecki)                 | - 1298 Albrecht I Habsburg 1308                             |
| Książę Saksonii                            | - 1298 Rudolf I 1356                                        |
| Król Serbii                                | - 1282 Stefan Urosz II 1321                                 |
| Król Szwecji                               | - 1290 Birger I Magnusson 1318                              |
| Sułtan Turków                              | - 1299 Osman I 1324                                         |
| Doża Wenecji                               | - 1289 Pietro Gradenigo 1311                                |
| Król Węgier                                | - 1290 Andrzej III 1301 - 1301 Wacław Czeski 1305           |
| Wielki mistrz zakonu krzyżackiego          | - 1297 Gottfried von Hohenlohe 1302                         |

Rok 1301 / MCCCI
stulecia: XIII wiek ~
XIV wiek ~
XV wiek

lata: 1291 «
1296 «
1297 «
1298 «
1299 «
1300 «
1301
» 1302
» 1303
» 1304
» 1305
» 1306
» 1311

## Wydarzenia w Polsce
- Odnotowano pierwszą wzmiankę o Kutnie.
- Odnotowano pierwszą wzmiankę o Będzinie.
- Odnotowano pierwsza wzmiankę o istnieniu rynku w Mysłowicach
- Lidzbark Welski otrzymał prawa miejskie.

## Wydarzenia na świecie
- 14 stycznia – wraz ze śmiercią króla Węgier Andrzeja III wygasła dynastia Arpadów.
- 7 lutego – po raz pierwszy w historii tytuł Księcia Walii został nadany angielskiemu następcy tronu (Edwardowi z Caernarvon).
- 27 sierpnia – Wacław III został koronowany na króla Węgier i przybrał imię Władysław V.
- 5 grudnia – papież Bonifacy VIII wydał bullę Ausculta fili carissime, w której zagroził ekskomuniką królowi Francji Filipowi IV, w związku z nałożeniem przez niego podatku na duchownych i przejęcie sądów nad nimi.

## Urodzili się
- 7 października – Aleksander twerski, wielki książę twerski i włodzimierski (zm. 1339)

## Zmarli
- 14 stycznia – Andrzej III, ostatni król Węgier z dynastii Arpadów  (ur. między 1265 a 1270)[1]
- 22 sierpnia – Jakub z Bevagna, włoski dominikanin, błogosławiony katolicki (ur. 1220)
- 9 listopada – Bolko I Surowy, książę jaworski, lwówecki, świdnicki (ur. między 1252 a 1256)[2]

- data dzienna nieznana:
  - Jolanta Aragońska, królowa Kastylii i Leónu (ur. 1236/1237)

## Zdarzenia astronomiczne
- widoczna kometa Halleya.